# La Polémique
 (février 2008).
Si vous disposez d'ouvrages ou d'articles de référence ou si vous connaissez des sites web de qualité traitant du thème abordé ici, merci de compléter l'article en donnant les références utiles à sa vérifiabilité et en les liant à la section « Notes et références ».

La Polémique est une émission de télévision française. Ce débat quotidien a été diffusé sur la chaîne d'information en continu I>Télé depuis septembre 2005 (sous le nom de On ne va pas être d'accord puis de I>Débat) à juillet 2008.

## Concept
À l'instar de Questions d'actu sur la chaîne concurrente LCI, La Polémique propose chaque jour un face à face entre plusieurs acteurs de l'actualité.

## Historique
Initialement intitulé On ne va pas être d'accord lors de son lancement en septembre 2005, I>Débat a d'abord été animé en alternance hebdomadaire par Priscilia de Selve (d) et Jean-Jérôme Bertolus (par ailleurs éditorialiste économique dans I>Matin, la matinale d'I>Télé). Ce débat était diffusé en fin de matinée du lundi au vendredi.
À l'automne 2005, le journaliste Christophe Hondelatte a été en discussion pour animer la matinale d'I>Télé ou un débat quotidien qui aurait probablement remplacé I>Débat. Mais il a finalement décliné la proposition afin de continuer son travail sur RTL et de respecter une clause d'exclusivité avec France 2.
À partir de janvier 2007, Priscilia de Selve (d) assurant la présentation des journaux du matin sur I>Télé, Jean-Jérôme Bertolus présente seul ce rendez-vous.
À la rentrée de septembre 2007, I>Débat devient La Polémique et l'émission est intégrée au sein de la tranche d'information de la mi-journée d'I>Télé I>Actu.  Jean-Jérôme Bertolus anime ce rendez-vous du lundi au vendredi vers 12h40.